# Sofagate

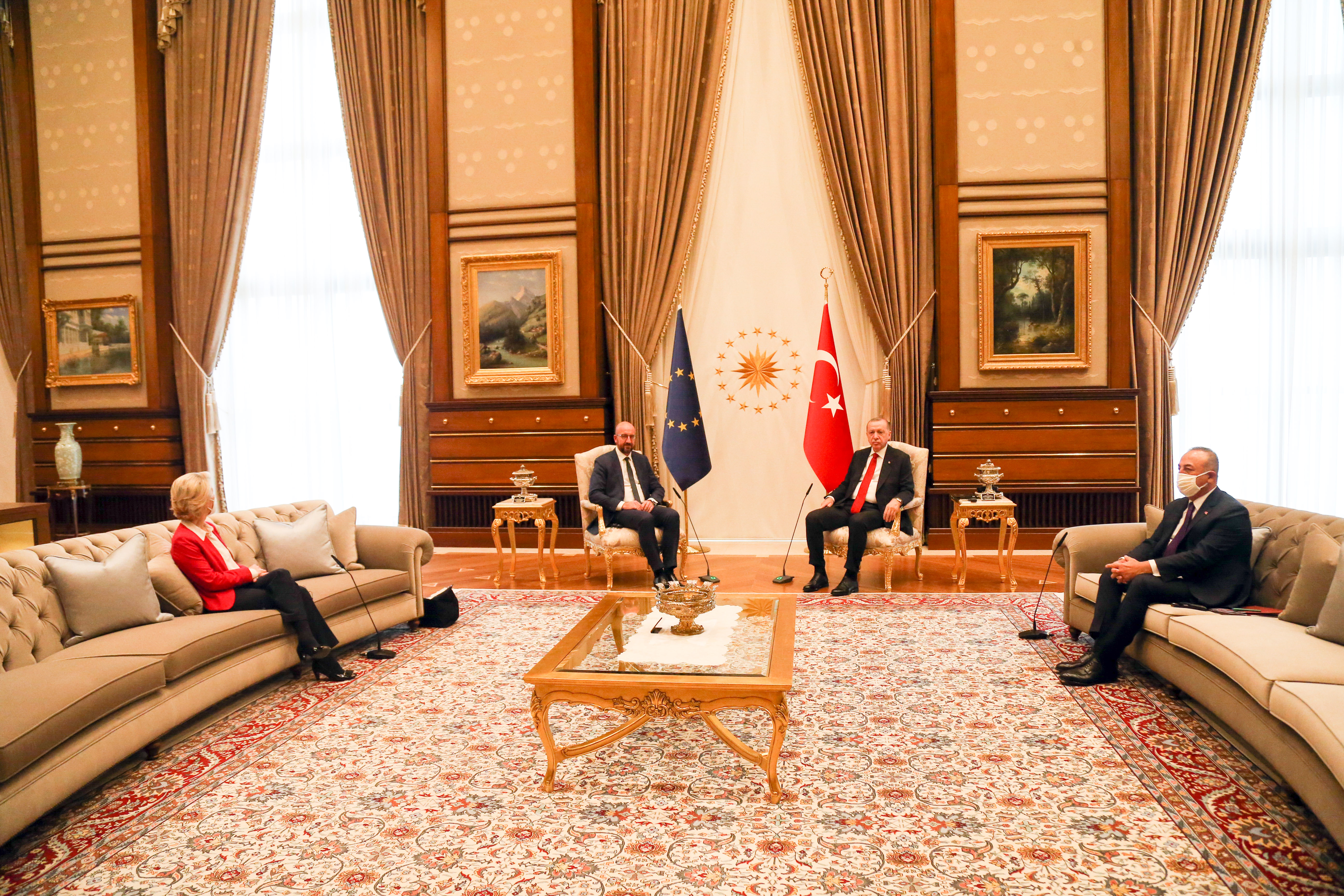
Photographie de la rencontre, mettant en évidence le placement des différents participants.

Le « sofagate » est un incident de protocole diplomatique survenu lors de la visite de la présidente de la Commission européenne Ursula von der Leyen et du président du Conseil européen Charles Michel en Turquie le 6 avril 2021.
Alors que Michel et von der Leyen s'apprêtaient à rencontrer le chef de l'État turc Recep Tayyip Erdoğan, seules deux chaises avaient été préparées pour les trois dirigeants dans la salle du palais présidentiel où la rencontre avait lieu. Michel s'est alors assis sur la seconde chaise à côté de celle occupée par le président Erdoğan, tandis que von der Leyen, n'ayant plus de chaise à sa disposition, s'est vu contrainte de s'asseoir sur un canapé dans la même pièce, en face du ministre turc des Affaires étrangères, Mevlüt Çavuşoğlu.
De nombreux commentateurs ont décrit l'incident comme ayant un caractère sexiste, Michel en tant qu'homme prenant d'office une position prééminente par rapport à von der Leyen, bien que les deux aient le titre de président. Plus tard, Çavuşoğlu a réagi, affirmant que la disposition des sièges avait été décidée conformément aux demandes de la partie européenne.

## Contexte
Ursula von der Leyen est la première femme présidente de la Commission européenne. Le fait qu'une femme ait succédé à Jean-Claude Juncker a été bien accueilli par ce dernier comme par d'autres personnalités politiques de l'Union européenne. La Turquie a quitté la convention d'Istanbul qui protège contre la violence à l'égard des femmes en mars 2021, un choix qui a été fortement critiqué par de nombreuses personnalités politiques européennes.

## Incident
Alors que le président du Conseil européen Charles Michel et la présidente de la Commission européenne Ursula von der Leyen devaient rencontrer le président turc Recep Tayyip Erdoğan le 6 avril 2021, il n'y avait que deux chaises préparées pour eux trois dans la salle où ils ont été reçus. Charles Michel s'empressa de s'asseoir sur la chaise à côté d'Erdoğan, laissant von der Leyen apparemment surprise. On lui a alors proposé de prendre place sur un canapé dans la même pièce, en face du ministre des Affaires étrangères turc Mevlüt Çavuşoğlu. Les représentants de l'Union européenne envoyés pour inspecter les lieux avant la réunion n'avaient pas été autorisés à examiner cette salle de réunion. L'équipe de l'Union européenne a pu réaliser un ajustement de la disposition des sièges dans la salle à manger afin que les trois mandataires soient assis sur des chaises de la même hauteur. Charles Michel a également suggéré que von der Leyen devrait être incluse dans la photo officielle de la réunion qui initialement n'était pas prévue. Cette controverse résulte des fonctions communes aux présidents du Conseil européen et de la Commission européenne. Si cette dernière assure la représentation extérieure de l'Union, le président du Conseil européen dispose d'une prééminence dans le cadre de la politique étrangère et de sécurité commune (PESC). Dans le cadre de cette rencontre avec les officiels turcs, le président du Conseil européen assurait la représentation extérieure.  

## Réactions
Le fait que Charles Michel ait accepté sans réaction aucune qu'il n'y ait que deux chaises et non trois a suscité des critiques parmi les personnalités politiques européennes. Michel s'est défendu en mentionnant qu'il craignait que s'il avait réagi autrement, cela aurait davantage nuit aux relations diplomatiques entre l'Union européenne et la Turquie et à cette rencontre préparée en amont. Il a en outre mentionné qu'une cause possible de l'incident était que la Turquie avait strictement respecté le protocole diplomatique, qui place selon lui le président du Conseil européen au-dessus du président de la Commission européenne. Le député italien du Parlement européen Massimiliano Smeriglio a lancé une campagne de signature exigeant la démission de Michel après l'incident. Eric Mamer, le porte-parole en chef de la Commission européenne, a confirmé que von der Leyen a été surprise par la situation mais a préféré se concentrer sur le fond de la réunion et non sur le protocole, tout en mentionnant également qu'un tel événement ne devait pas se reproduire.
L'eurodéputée espagnole Iratxe García Pérez, cheffe de l'Alliance progressiste des socialistes et démocrates, a demandé l'audition des présidents des deux institutions « pour clarifier ce qui s'est passé » et prendre des dispositions pour éviter que la situation ne se répète. De nombreux autres membres du Parlement européen auraient également été touchés par le manque de réaction de Michel à l'incident, tandis que l'eurodéputée belge Assita Kanko a demandé : « Pourquoi Michel s'est-il assis ? Pourquoi ne pouvait-il pas… regarder Mme von der Leyen et montrer sa solidarité ? ». Une députée néerlandaise a fait remarquer dans un tweet que lors d'une précédente réunion entre les deux dirigeants de l'Union européenne et Erdoğan, tous les trois étaient assis sur des fauteuils.
Mevlüt Çavuşoğlu a défendu la Turquie et affirmé que l'ordre des places avait été établi conformément aux protocoles prévus avec l'Union européenne. Le président du Conseil italien Mario Draghi a également déploré le traitement subi par von der Leyen en déclarant : « Avec ces dictateurs — appelons-les comme ils sont — il faut être franc en exprimant sa diversité de points de vue et de visions de la société » tout en soulignant également la nécessité d'une coopération entre la Turquie et l'Union européenne. En réaction à l'usage du terme de « dictateur », Ankara a répondu par la convocation de l'ambassadeur italien en Turquie.